# Irreligión en Líbano

Mapa de Líbano.

La irreligión es un concepto poco frecuente entre los libaneses, para quienes el Islam y el cristianismo son las creencias predominantes. Es difícil cuantificar el número de ateos o agnósticos en el Líbano, ya que no se cuentan oficialmente en el censo del país. Hay un gran estigma asociado a ser un ateo en el Líbano; por ello, muchos ateos libaneses se comunican a través de Internet. Es difícil no declarar la religión de un recién nacido en la partida de nacimiento, aunque un bebé en 2014 lo consiguió, lo cual supuso un hito histórico.